# Kimmo Savolainen
Kimmo Savolainen, född 2 augusti 1974 i Siilinjärvi i Norra Savolax, är en finländsk tidigare backhoppare och nuvarande backhoppstränare. Han representerade Puijon Hiihtoseura.

## Karriär
Kimmo Savolainen debuterade internationellt i världscupen på hemmaplan i Lahtis. Han blev nummer 15 i sin första världscuptävling. Savolainen slutade bland de tio bästa i en deltävling i världscupen första gången i stora backen i Pine Mountain Jump i Iron Mountain 18 februari 1996 där han blev nummer tre efter Masahiko Harada från Japan och Adam Małysz från Polen. Tio dagar senare, hemma i Kuopio, vann Savolainen en världscuptävling. Savolainen blev som bäst i den totala världscupen säsongen 1997/1998 då han blev nummer 19 sammanlagt. I tysk-österrikiska backhopparveckan var han som bäst samma säsong då han slutade på en 25:e plats totalt.
Savolainen deltog i VM i skidflygning två gånger. I skidflygnings-VM 1996, i Kulm i Bad Mitterndorf i Österrike, blev Savolainen nummer 31. Under VM-1998, i Heini Klopfer-backen i Oberstdorf i Tyskland, blev Savolainen nummer 13.
Kimmo Savolainen deltog i sin sista världscuptävling i Lahtis 8 mars 1998. Han blev nummer 20 i sista världscuptävlingen. Sedan avslutade han sin aktiva backhoppskarriär.

## Senare karriär
2003 blev Savolainen tränare för finländska juniorlandslaget i nordisk kombination. 2004 började Savolainen träna finländska B-landslaget. 2006 blev han assistenttränare för A-landslaget och 2008 tog han över som chefstränare för A-landslaget i nordisk kombination efter Jouko Karjalainen.